# Науман, Эмиль
Эмиль На́уман (нем. Emil Naumann; 8 сентября 1827, Берлин — 23 июня 1888, Дрезден) — германский композитор и церковный музикдиректор, писатель о музыке и мемуарист.

## Биография
Родился 8 сентября 1827 года в Берлине в семье профессора медицины Морица Наумана; внук композитора Иоганна Готлиба Наумана.
Учился у скрипача Франца Антона Риса и госпожи Маттье в Бонне, затем у Шнидера фон Вартензее; во Франкфурте-на-Майне с 1842 по 1844 год в Лейпцигской консерватории обучался у Феликса Мендельсона. После этого жил в Бонне, занимаясь композицией и литературными работами.
В 1850 году он был назначен музыкальным директором придворной церкви в Берлине, сменив Отто Николаи. В 1856 году опубликовал свой труд «О введении псалмопения в евангелической церкви» (нем. Über die Einführung des Psalmengesangs in die evangelische Kirche), которое доставило ему место придворного церковного капельмейстера в Берлине; для придворного церковного хора написал три тома «Псалмов на все воскресные и праздничные дни евангелического церковного года» (нем. Psalmen auf alle Sonn- u. Feiertage des evangelischen Kirchenjahres).
В 1873 году переселился в Дрезден, где преподавал в Дрезденской консерватории эстетику и историю музыки. Степень доктора философии получил за исследование: «Das Alter des Psalmengesangs», звание профессора — за книгу «Die Tonkunst in der Kulturgeschichte» («Музыка в истории культуры»; 1869—1870). Одним из его учеников был Георг Питтрих.
Большой известностью пользовались его мемуары; известны его работы «Немецкие композиторы» (нем. Deutsche Tondichter; 1871; много изданий) и «Nachklänge» (1872). Из его композиций наиболее известны оратория «Christus der Friedensbote», месса, кантата в честь прусских побед 1866 года, опера «Юдифь». Другие известные труды: «Italienische Tondichter» (1876; 2-е издание — 1883), «Zukunftsmusik und die Musik der Zukunft» (1877), «Иллюстрированная история музыки» (нем. Illustrierte Musikgeschichte; 1880—1885; была переведена на несколько языков, новое издание, отредактированное Ойгеном Шмицем, вышло в 1908 году). Популярностью пользовался pyсский перевод «Всеобщая история музыки», под ред. и с прибавл. «Очерка истории музыки в России» Н. Ф. Финдейзена (1896—1902; издание приостановилось; вышло только 15 выпусков).
Умер в Дрездене 23 июня 1888 года и был похоронен на лютеранском Троицком кладбище. Там же похоронена его дочь Агата с мужем, скульптором Карлом Шлютером